# Hongrie aux Jeux olympiques d'hiver de 1956
La Hongrie participe aux Jeux olympiques d'hiver de 1956 à Cortina d'Ampezzo. Il s'agit de sa septième participation à des Jeux d'hiver.

## Liste des médaillés hongrois
| Sport                   | Discipline | Sportifs                  | Performance  |
| Médailles de bronze : 1 |            |                           |              |
| Patinage artistique     | Couples    | Marianna Nagy László Nagy | 11.03 points |

## Athlètes engagés
Les deux seuls athlètes engagés sont le couple de patineurs Marianna Nagy et László Nagy.